# Death Is a Bitch
«Death Is a Bitch» (рус. «Сука-смерть») — шестая серия второго сезона мультсериала «Гриффины». Премьерный показ состоялся 21 марта 2000 года на канале FOX. В России премьерный показ состоялся 11 июня 2002 года на канале Рен-ТВ.

## Сюжет
Лоис находит уплотнение в груди Питера и считает, что это может быть симптомом рака, поэтому заставляет его навестить врача. В ожидании результатов обследования Питер, готовящийся к смерти, пытается застраховать свою жизнь и купить себе гроб, но выясняется, что у Питера доброкачественная опухоль — жировик. Питер решает по-новому взглянуть на жизнь, но не хочет платить доктору, поэтому объявляет себя покойным для страховой компании.
Пока вся семья отмечает радостные новости о здоровье главы семейства, за Питером приходит Смерть и забирает его, несмотря на естественные протесты Лоис и хитрости Питера, что он «мёртв только для страховой компании». После слёзного прощания Питер всё-таки уходит со Смертью, но просто так ей не даётся: Смерти приходится погоняться за ним, чтобы дотронуться и таким образом умертвить его. В процессе погони Смерть спотыкается и растягивает себе лодыжку. Лоис предлагает Смерти пожить у них, пока травма не пройдет, втайне надеясь постепенно уговорить её помиловать своего мужа.
Смерть предупреждает Питера, чтобы тот никому не проболтался о том, что пока она болеет, никто не сможет умереть. Питер немедленно поступает наоборот и разбалтывает эту тайну своим дружкам в пивной «Пьяная устрица». Питер спорит с ними, что останется в живых после прыжка с небоскрёба после поглощения трёхсот бутылок пива и после насмешек над хулиганами. В баре завязывается перестрелка и всех очень веселит тот факт, что никто не может умереть.
Тем временем Стьюи почти осуществляет свою давнюю мечту — убить Лоис, но терпит крах: он понимает, что должен вылечить Смерть, если хочет добиться успеха.
Лоис постепенно убеждает Смерть помиловать Питера, а тем временем факт, что теперь никто не может умереть, становится самой обсуждаемой новостью в окру́ге.
Смерть в ярости, но вместо того, чтобы убить Питера, она берёт его к себе на работу, чтобы доказать людям, что они будут умирать. Смерть заставляет Питера убить пассажиров одного из самолётов, но Питер не справляется с заданием, мотивируя это тем, что большинство пассажиров там — дети. Вместо этого Питер убивает двоих пилотов самолёта, доказывая всем, что Смерть по-прежнему существует, и заставляет одну из пассажирок посадить воздушное судно.
Семья Гриффинов и Смерть расстаются хорошими товарищами, хоть все и обеспокоены прощальными словами Смерти: «Я вернусь. Очень скоро».

## Создание
Автор сценария: Рики Блитт.
Режиссёр: Майкл Данте ДиМартино.
Приглашённые знаменитости: Кэра Ньюман и Норм Макдональд (в роли Смерти).